# Menschenfressende Pflanze
Menschenfressende Pflanzen sind fiktive Pflanzen, die laut Volkssagen unter Ureinwohnern indigener Völker sowie Abenteurer-Berichten aus dem 19. Jahrhundert fähig sein sollen, Menschen zu töten und zu verdauen. Sie kamen ursprünglich vereinzelt in traditionellen Mythen verschiedener Kulturen vor. Seit dem 19. Jahrhundert wurden sie aufgrund von Zeitungsartikeln, Büchern und Reiseberichten, die ihre Existenz behaupteten oder vermuteten, auch zum Bestandteil moderner Legenden. Darüber hinaus fanden sie Verwendung als Motiv in Kunst und Kultur.

## Traditionelle Mythen
In der polynesischen Mythologie gibt es Sagen über den Halbgott Māui, wie er menschenfressende Pflanzen bekämpft. So wird ihm zugeschrieben, den Hiapo, zu deutsch „Papiermaulbeerbaum“, besiegt und anschließend für die menschliche Nutzung domestiziert zu haben.

## Jüngere Mythen

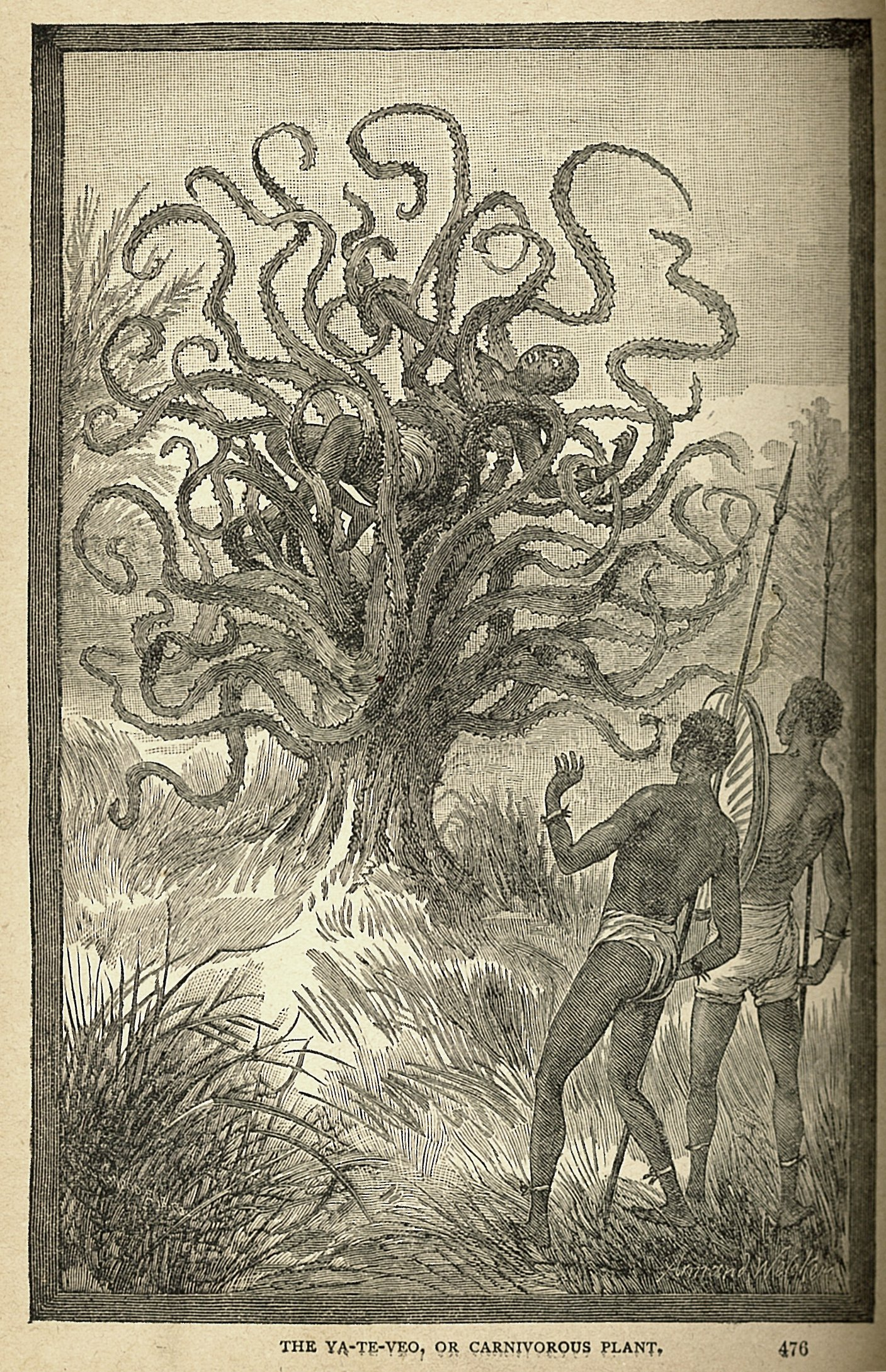
Ya-te-veo.

### Menschenfressende Pflanze auf Madagaskar
Die bekannteste menschenfressende Pflanze soll auf Madagaskar stehen. Im Gefolge von Charles Darwins Beweis pflanzlicher Karnivorie („Insektenfressende Pflanzen“) nur wenige Jahre zuvor errang ein angeblicher Bericht große öffentliche Aufmerksamkeit, von dem ein Stich z. B. auf dem Titelblatt des „Journal des Voyages“ vom 8. September 1878 zu sehen ist. Angeblich seien sie im Jahr 1878 von einem deutschen Forschungsreisenden „Carl Liche“ in einem Brief an einen polnischen Botaniker namens „Omelius Fredlowski“ beschrieben worden und tauchten hauptsächlich in lokalen Legenden der „Mkodos“, einem Volk im Landesinneren, und Missionarsberichten auf. Weder für die Existenz von Liche, Fredlowski, der Mkodos oder des Baums existieren jedoch Belege. In den 1950er Jahren ergaben Nachforschungen von Willy Ley, dass der ursprüngliche Bericht von Carl Liche und auch seine Person selbst eine Erfindung waren.
In seinem Bericht ist von der Opferung einer Frau durch die Mkodos die Rede. Nach „Liches“ Angaben wäre der Baum 2,5 m hoch und besäße acht ca. 3,5 m lange Blätter sowie mehrere etwa 1,5 m lange „Fühler“.
1881 berichtete das australische Magazin South Australian Register über die angebliche menschenfressende Pflanze in Madagaskar, am 26. September 1920 die US-amerikanische Zeitung The American Weekly in Form eines Interviews mit „Carl Liche“. In den 1920er Jahren waren mehrere amerikanische Forscher und Hobby-Botaniker, wie Chase Osborn, ehemals Gouverneur von Michigan, erfolglos auf der Suche nach dieser Pflanze.

### Menschenfressende Pflanze auf Mindanao
Im Jahre 1925 berichtete The American Weekly, das gleiche Magazin, das bereits zuvor von der menschenfressenden Pflanze in Madagaskar schrieb, dass eine weitere menschenfressende Pflanze auf Mindanao, einer Insel der Philippinen, existieren würde.

### Ya-te-veo
In Südamerika taucht in den Legenden der Ureinwohner die fleischfressende Pflanze Ya-te-veo auf. Ihr spanischer Name heißt auf Deutsch „Ich sehe dich schon“. Den Namen gab ihr der Autor J. W. Buel. Er beschrieb sie mit langen, stachelförmigen Ästen und schwertförmigen Dornen.
Das Buch Grau von Jasper Fforde beginnt damit, dass der Protagonist gerade in einen Yateveo geraten ist.

### Menschenfressende Pflanze in Mittelamerika
Am 27. August 1892 berichtete der schottische Wissenschaftsautor Andrew Wilson (1852–1912) in seiner Kolumne Science Jottings in den Illustrated London News über einen Naturforscher namens Dunstan – gemeint war offenbar Sir Wyndham Rowland Dunstan (1861–1949) –, dessen Hund von einer Pflanze getötet und verzehrt worden sei. Der Vorfall habe sich in einem Sumpfgebiet um den Nicaraguasee zugetragen.

### Snake-Tree
Einen Monat später, am 24. September 1892, beschrieb Wilson in seiner Kolumne eine weitere ungewöhnliche Pflanze: Es sei beobachtet worden, wie der „Snake-Tree“ im Sierra Madre in Mexiko einen Vogel verschlungen habe.

## Menschenfressende Pflanzen in Kunst und Kultur
Menschenfressende Pflanzen sind mittlerweile fester Bestandteil der modernen Populärkultur. Sie erscheinen in Fantasy-Romanen (z. B. Stephen Kings unvollständiger Roman The Plant, Septimus Heap oder den Klippenland-Chroniken), in Mangas (z. B. Inuyasha) und Comics (z. B. Donald Duck) und auch in zahlreichen Science-Fiction-Filmen (z. B. der Sarlacc in Krieg der Sterne). In Fantasy-Werken werden Parodien auf bestimmte, reale Fleischfressende Pflanzen ausgeübt, so ist beispielsweise die Pflanze Audrey aus dem Musical Der kleine Horrorladen eine Anspielung auf die – freilich viel harmlosere – Venusfliegenfalle. Oder die Pflanze Adele in Adele hat noch nicht zu Abend gegessen. Auch in Videospielen tauchen menschenfressende Pflanzen auf, so z. B. in Super Mario, The Legend of Zelda und Resident Evil.
Dabei wird in Filmen, Büchern und Spielen bezüglich Aussehen, Größe und Stärke der Pflanzen bewusst stark übertrieben, was allein der Unterhaltung dienen soll. Die Unwirklichkeit dieser Wesen wird oft noch gesteigert, indem den Pflanzen die Fähigkeit zu denken oder gar zu sprechen angedichtet wird.